# Ендоцитоза
Ендоцитозата е процес, при който клетката поглъща различни по размер частици от околната среда. Осъществява се чрез вгъване на клетъчната мембрана, при което от страната на цитоплазмата се получава малка вакуола, носеща поетия продукт. При поглъщане на твърди частици процесът се нарича фагоцитоза, а при поглъщане на течности - пиноцитоза.